# Ходжамурадова, Набат
Набат Ходжамурадова (1914, Мервский уезд, Закаспийская область, Туркестанский край, Российская империя — неизвестно) — советская колхозница. Герой Социалистического Труда (1948).

## Биография
Родилась в 1914 году в Мервском уезде Закаспийской области (ныне - Марыйский этрап Марыйского велаята Туркменистана). По национальности туркменка.
Трудилась с раннего детства. С наступлением коллективизации стала работать в колхозе «Зарпчи» в Марыйском районе на хлопковой плантации. Позднее стала звеньевой — руководила комсомольско-молодёжным звеном. Ходжамурадова демонстрировала впечатляющие показатели в уборке хлопка-сырца, входила в число передовиков Марыйского района. В частности, в 1947 году звено, которым она руководила, с трёх гектаров собрало по 63,7 центнера египетского хлопка.
5 апреля 1948 года Указом Президиума Верховного Совета СССР за получение высоких урожаев хлопка в 1947 году была удостоена звания Героя Социалистического Труда с вручением ордена Ленина и золотой медали «Серп и Молот». Тем же приказом аналогичное звание получили председатель колхоза «Зарпчи» Алла Берды Атакаррыев и бригадир Ходжамурадовой Мухомед Халназаров.
В следующие годы Ходжамурадова продолжала демонстрировать высокие урожаи хлопка. Она соревновалась с другой звеньевой того же колхоза Курбан Клычевой, которая в 1949 году также стала Героем Социалистического Труда. Опыт Ходжамурадовой был востребован в Марыйском районе среди молодых хлопкоробов, она регулярно бывала в соседних колхозах.
Была награждена орденом Трудового Красного Знамени (11 июня 1949) и медалями, в том числе «За трудовую доблесть» (30 июля 1951).
В 1968 году вышла на пенсию, была персональным пенсионером союзного значения. Жила в Марыйском районе.
Дата смерти неизвестна.